# رايز أوف ذا توم ريدر

القائمة الرئيسية للعبة رايز أوف ذا تومب رايدر لنظام بلاي سيتشن 4

رايز اوف ذا توم ريدر (بالإنجليزية: Rise of the Tomb Raider)‏ وتعني نهوض لصة القبور، هي لعبة فيديو من نوع أكشن-مغامرات، تاريخ صدورها هو 10 نوفمبر 2015، وهي متوفرة على أجهزة ويندوز وبلاي ستيشن 4 وإكس بوكس 360 وإكس بوكس ون. اللعبة من تطوير كرستال دينامكس ومن نشر سكوير إنكس، تم تعريبها ودبلجتها لنظام بلاي ستيشن 4 وجهاز إكس بوكس،  صُدِرت يوم 11 أكتوبر 2016م.

## القصة
تدور أحداث القصة هذا الجزء حول حياة لارا كروفت في بداية حياتها بحيث شهدنا على أحداث الحادثة الأولى التي تعرضت لها في مثلث التنين، بحيث توجهت لارا في أول رحلة لها للبحث عن معبد ياماتاي وتحولت من باحثة إلى فتاة ضائعة تبحث عن النجاة والهروب، وأثناء هروبها من الجزيرة تكتشف المعبد بالفعل مع وجود علامات خاصة بأسرار الخلود، ولكن بعد عودتها من هذه الرحلة لم يصدقها أحد بسبب أن المنظمة قامت بتغطية هذه الأمور، وبدأت لارا في العلاج النفسي حتى تعافت بشكل مقبول وحتى تثبت للعالم أنها غير مجنونة فسوف تقوم برحلة ثانية للبحث عن مدينة قديمة تدعى كيتزي متواجدة في منطقة سيبيريا بروسيا والتي بناها سيرجي الثاني الجد الأكبر لفلاديمير وذلك بالقرن الثالث عشر، وأثناء الرحلة تتعرض لارا إلى كارثة أخرى لتبدأ في النجاة من جديد سواء كان من المنظمة أو الحيوانات البرية أو الطبيعة القاسية، وكل هذا حتى تكتشف أسرار عالم ما وراء الطبيعة بحثا عن الأساطير والخرافات لعلها تكون حقيقة.

## مصدر
1. ↑  Humble Store (بالإنجليزية), QID:Q42328566
2. ↑  Lara Croft تتكلم بالعربي في الإصدار المعرب القادم للعبة Rise of the Tomb Raider (Video Preview Rise of the Tomb Raider Pc) نسخة محفوظة 12 يوليو 2017 على موقع واي باك مشين.
3. ↑  Slideshow: صور رائعة للنسخة المعربة من Rise of the Tomb Raider | IGN الشرق الأوسط نسخة محفوظة 26 سبتمبر 2016 على موقع واي باك مشين.
4. ↑  "قصة لعبة Rise Of The Tomb Raider". شبكة الألعاب الذهبية. مؤرشف من الأصل في 2017-11-08. اطلع عليه بتاريخ 2016-10-08.

## وصلات خارجية
- رايز أوف ذا توم ريدر على موقع IMDb (الإنجليزية)
- رايز أوف ذا توم ريدر على موقع كينوبويسك (الروسية)
- الموقع الرسمي